# Senna siamea
Senna siamea är en ärtväxtart som först beskrevs av Jean-Baptiste de Lamarck, och fick sitt nu gällande namn av Howard Samuel Irwin och Rupert Charles Barneby. Senna siamea ingår i släktet sennor, och familjen ärtväxter. Inga underarter finns listade i Catalogue of Life.

## Bildgalleri

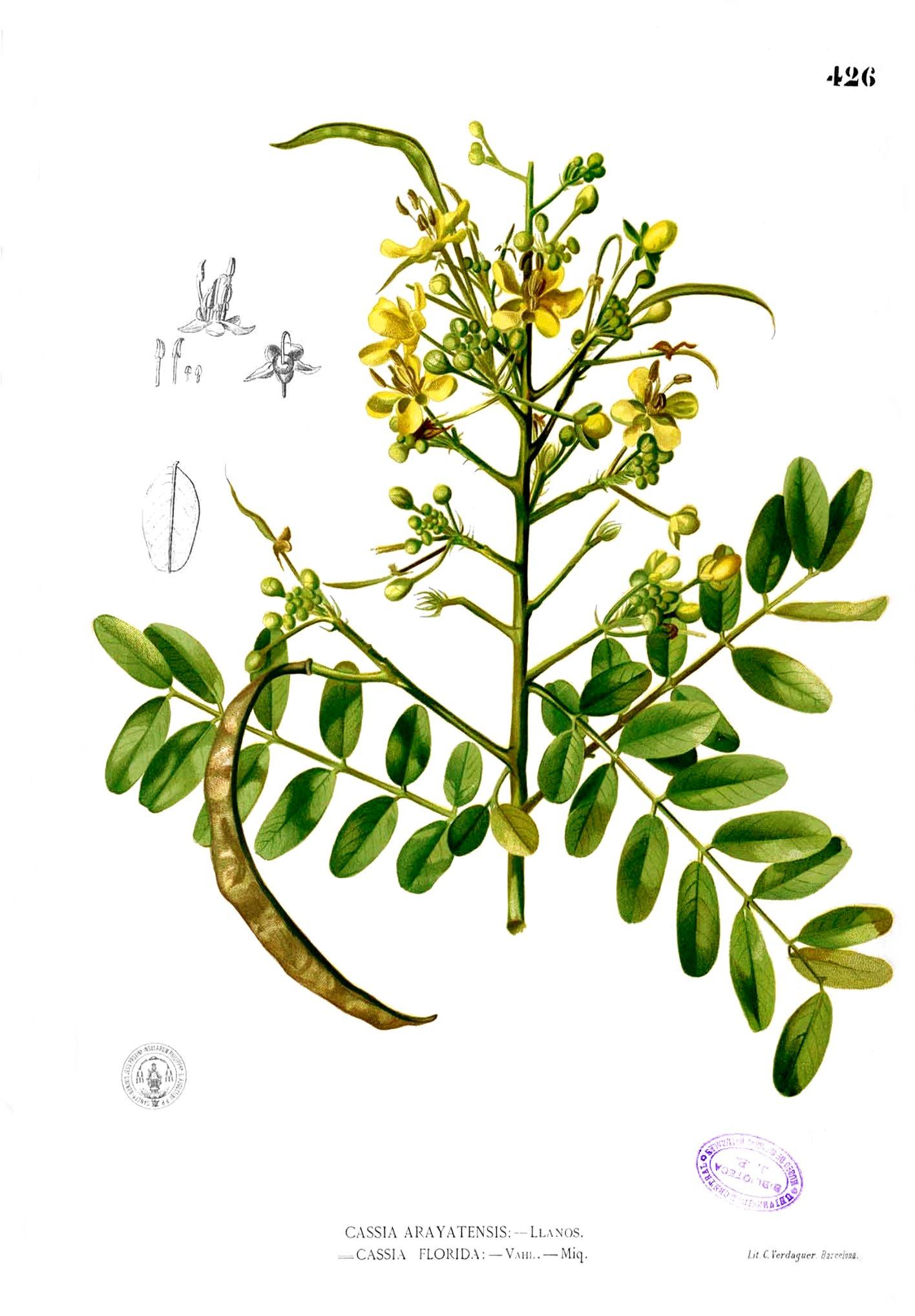
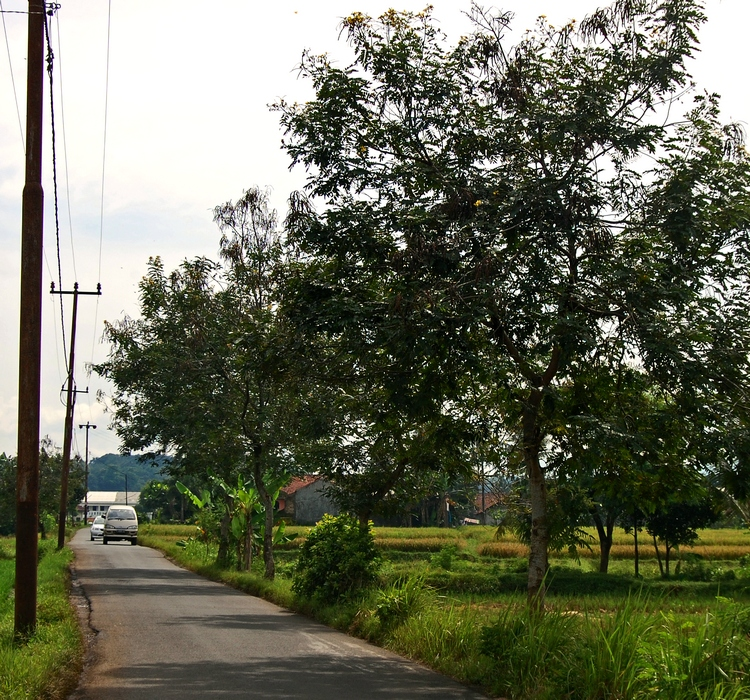
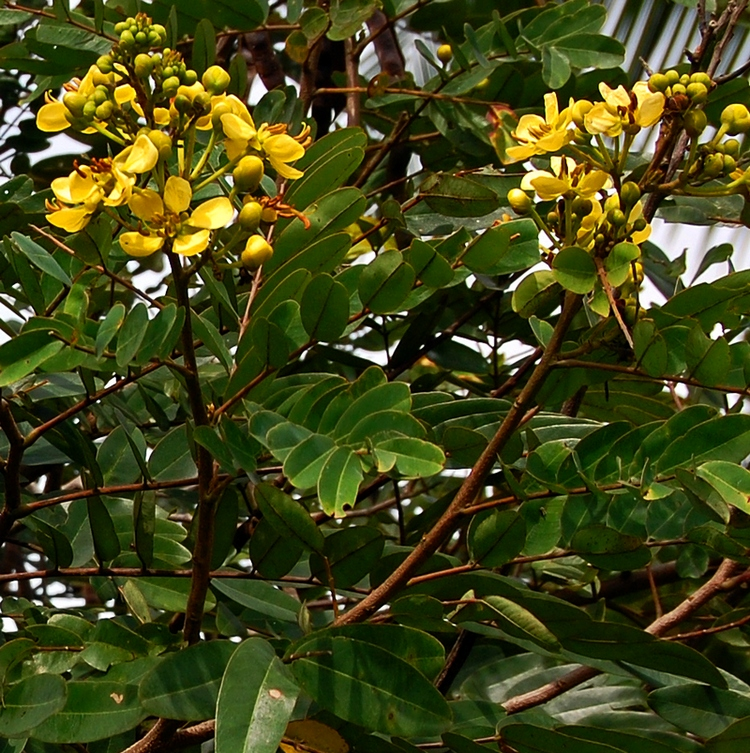
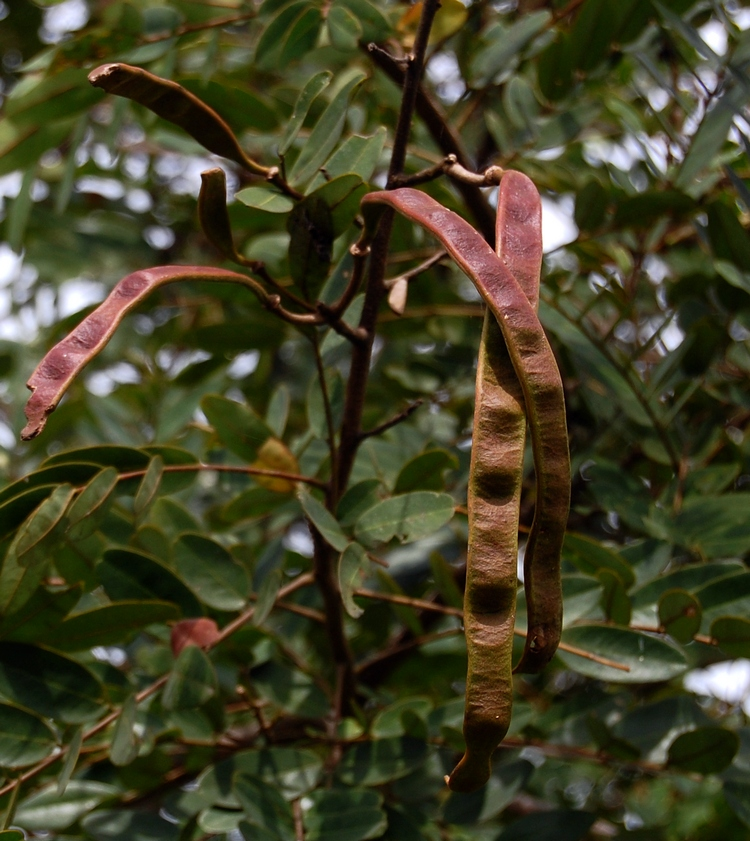
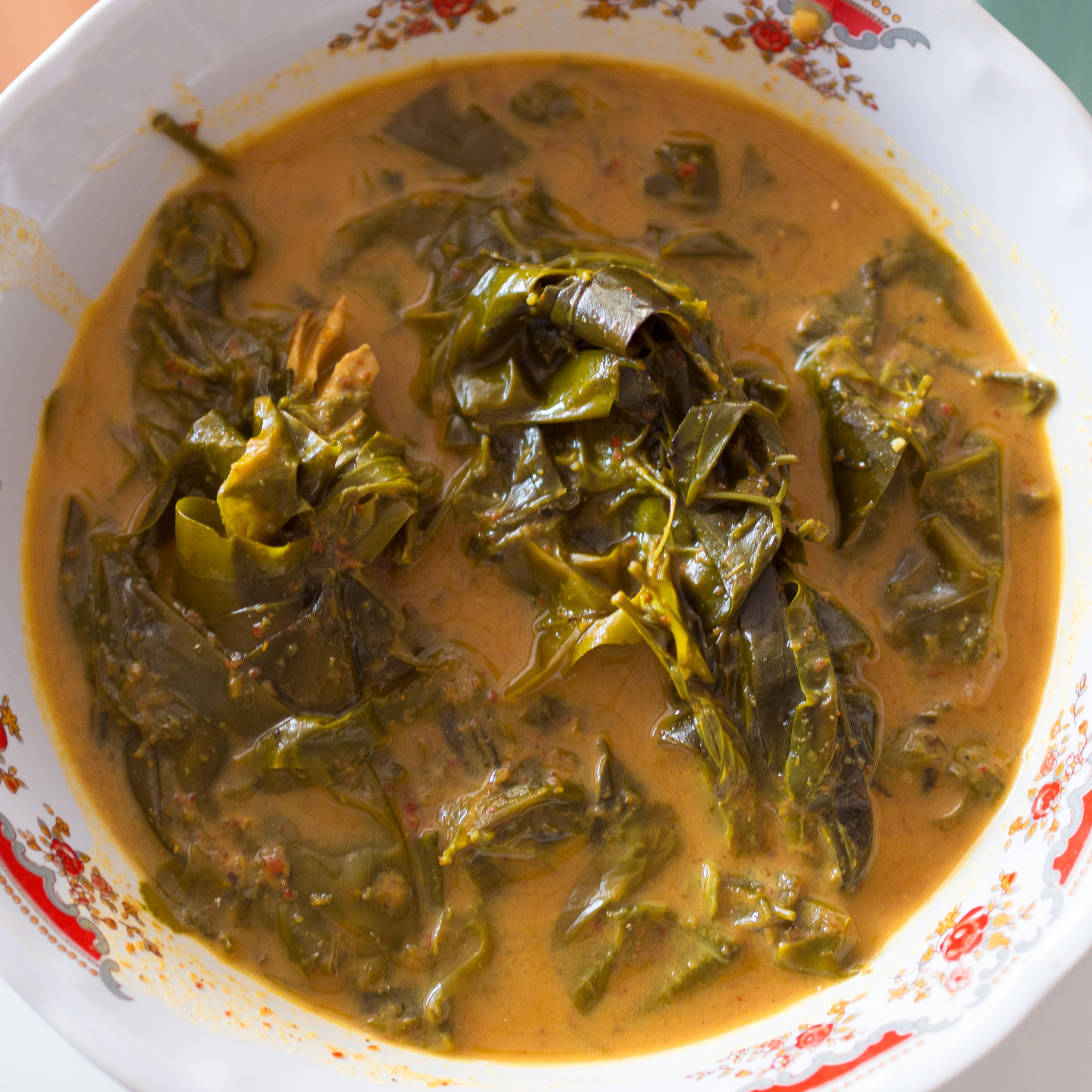
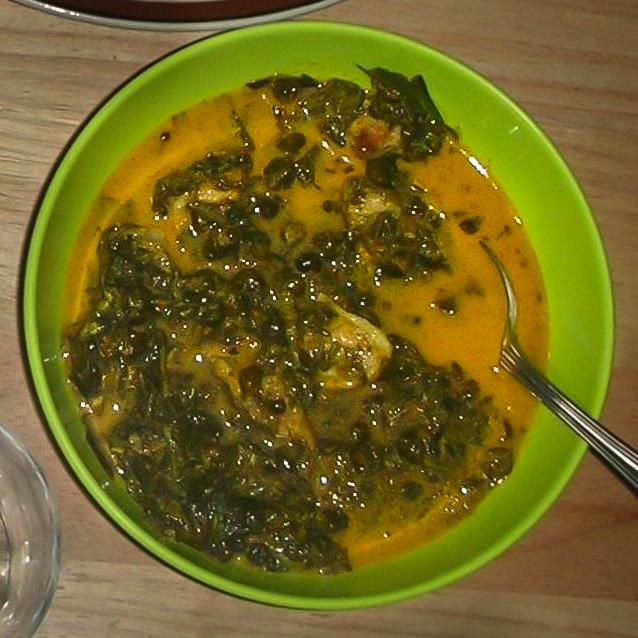